# Liste der Monuments historiques in Manois
Die Liste der Monuments historiques in Manois führt die Monuments historiques in der französischen Gemeinde Manois auf.

## Liste der Immobilien
| Bezeichnung      | Beschreibung            | Standort                 | Kennzeichnung | Schutzstatus | Datum | Bild |
| ---------------- | ----------------------- | ------------------------ | ------------- | ------------ | ----- | ---- |
| Kirche St-Blaise | aus dem 16. Jahrhundert | Place de l’Église (Lage) | PA00079144    | Inscrit      | 1929  |      |

## Liste der Objekte
| Bezeichnung                     | Beschreibung          | Standort                       | Kennzeichnung | Schutzstatus | Datum | Bild |
| ------------------------------- | --------------------- | ------------------------------ | ------------- | ------------ | ----- | ---- |
| Chorgestühl und Wandvertäfelung | Holz, 18. Jahrhundert | in der Kirche St-Blaise (Lage) | PM52001337    | Classé       | 1991  |      |